# Оводенко, Анатолий Аркадьевич
Анатолий Аркадьевич Оводенко (род. 15 марта 1947) ― советский и российский инженер и педагог. Доктор технических наук, профессор. Ректор Санкт-Петербургского государственного университета аэрокосмического приборостроения (Спб ГУАП) в 1999―2014 гг. Ныне является его президентом.

## Биография
Родился 15 марта 1947 года в семье студентов Ленинградского института авиационного приборостроения (ныне — ГУАП). В 1964 году, после окончания школы с золотой медалью, пошёл по пути своих родителей и поступив в ЛИАП. В 1970 году окончил институт по специальности радиотехника, остался там же на аспирантуру и продолжил научную деятельность. В 1974 году защитил диссертацию на соискание степени кандидата технических наук, а в 1987 году ― доктора технических наук. Доцент (1979), профессор (1988). Декан факультета целевой интенсивной подготовки специалистов с 1984 года, с 1997 ― первый проректор, в июне 1999 года был избран ректором университета.
В 1994 году окончил курс школы менеджмента Мюнхенского университета.
Занимался разработкой робастных чувствительных элементов и бортовых систем управления движущимися объектами в условиях воздействия помех. По этой тематике им опубликовано 4 монографии, более 100 научных статей, 14 учебников и учебных пособий, получено 88 свидетельств на изобретения.
В 2012 году был назван самым богатым ректором России: его официальный годовой доход составил 71 млн рублей. В ноябре 2013 года был найден мёртвым сын Анатолия Аркадьевича, Максим Анатольевич Оводенко, который был бизнесменом, замом декана директора Института международных образовательных программ ГУАП, преподавателем кафедры государственного права и практикующим юристом.
Действительный член Международной академии наук высшей школы, Медико-технической академии, Международной академии информационных процессов, Международной академии информатизации, Академии менеджмента науки и образования; член Научно-методического совета Министерства образования РФ; научный редактор периодического бюллетеня «Новости МИПО» (ЮНЕСКО).

## Награды
- Заслуженный деятель науки Российской Федерации (1999)[2][6],
- Орден Почёта (2003),
- Орден «За заслуги перед Отечеством» IV степени (2008),
- Орден Александра Невского (2014)[1],
- Орден «За заслуги перед Отечеством» III степени (2024)[7],
- Премия Президента Российской Федерации в области образования (за 2003 год)[8],
- Премия Правительства Российской Федерации в области науки и техники (20 февраля 2014) — за разработку и внедрение новых интеллектуальных технологий пространственно-временного управления динамикой сложных технических систем в условиях неопределенности и конфликтной информационной обстановки
- Премия имени А. Н. Крылова Правительства Санкт-Петербурга (2010)[9].